# 横山安由美
横山 安由美（よこやま あゆみ、1964年 - ）は、日本の中世フランス文学研究者、立教大学教授。
新潟県出身。新潟県立新潟高等学校卒。1987年東京大学文学部仏文科卒、1994年同大学院博士課程修了、「中世アーサー王物語群におけるアリマタヤのヨセフ像の形成 聖杯と時間」で東大文学博士。フェリス女学院大学助教授、2007年准教授、2008年教授、2016年立教大学文学部教授。

## 著書
- 『中世アーサー王物語群におけるアリマタヤのヨセフ像の形成 フランスの聖杯物語』溪水社 2002

### 共編著
- 『はじめて学ぶフランス文学史』朝比奈美知子共編著 ミネルヴァ書房 シリーズ・はじめて学ぶ文学史 2002
- 『危機のなかの文学 今、なぜ、文学か?』赤羽研三,大鐘敦子,沖田吉穗,神田浩一,北山研二,佐々木滋子,澤田肇,立花史,中山眞彦,原田操, 宮本陽子,吉田裕共著 水声社 2010
- 『フランス文化55のキーワード』朝比奈美知子共編著 ミネルヴァ書房 世界文化シリーズ 2011

### 翻訳
- 『アベラールとエロイーズ愛の往復書簡』沓掛良彦共訳 岩波文庫 2009
- ロバート・ルイス・スティーヴンソン原作『宝島』小峰書店 愛蔵版世界の名作絵本 2012

クレール・ユバック翻案 フランソワ・ロカ絵 藤本朝巳共訳
- 『フランス中世文学名作選』 白水社 2013

松原秀一・天沢退二郎・原野昇解説／篠田勝英・鈴木覺・瀬戸直彦・福本直之・細川哲士共編訳
- ロベール・ド・ボロン『西洋中世奇譚集成 魔術師マーリン』 講談社学術文庫 2015
- 『詩人クリスティーヌ・ド・ピザン』沓掛良彦と編訳 大和プレス 2018

## 論文
- 横山安由美